# Kim Jong-pil (Fußballspieler, 1992)
Kim Jong-pil (* 9. März 1992 in Seoul) ist ein südkoreanischer Fußballspieler.

## Karriere
Kim Jong-pil erlernte das Fußballspielen in der Schulmannschaften der Seil Junior High und der Janghoon High School. Von 2008 bis 2009 wurde er von der Janghoon High School an den Hamburger SV aus Deutschland ausgeliehen. Für den Verein aus Hamburg spielte er in der U17–Mannschaft. Seinen ersten Profivertrag unterschrieb er Mitte 2011 bei Giravanz Kitakyūshū. Der Verein aus Kitakyūshū, einer Stadt in der Präfektur Fukuoka, spielte in der zweiten japanischen Liga, der J2 League. Für den Klub absolvierte er 36 Zweitligaspiele. 2013 wechselte er zum Ligakonkurrenten Tokyo Verdy. Für Tokyo stand er 61-mal in der zweiten Liga auf dem Spielfeld. Der Erstligist Shonan Bellmare aus Hiratsuka nahm ihn 2015 für zwei Jahre unter Vertrag. 2015 kam er neunmal in der ersten Liga zum Einsatz. 2016 wechselte er auf Leihbasis nach Thailand, wo er bis Jahresende beim Chonburi FC spielte. Der Verein aus Chonburi spielte in der ersten thailändischen Liga, der Thai Premier League. Für die Sharks absolvierte er 25 Erstligaspiele. Der japanische Zweitligist Tokushima Vortis aus Tokushima nahm ihn 2017 unter Vertrag. Anfang 2019 ging er in seine Heimat und schloss sich dem Gyeongnam FC an. Das Fußballfranchise aus Changwon spielte in der ersten Liga, der K League 1. Nach einem Jahr und 23 Erstligaspielen verpflichtete ihn Anfang 2020 der Viertligist Jinju Citizen FC aus Jinju.